# Dictyocline griffithii
Dictyocline griffithii là một loài thực vật có mạch trong họ Thelypteridaceae. Loài này được Mett. mô tả khoa học đầu tiên năm 1857.